# 奈德什鄉
44°53′N 21°35′E / 44.883°N 21.583°E
奈德什鄉（羅馬尼亞語：Comuna Naidăș, Caraș-Severin），是羅馬尼亞的鄉份，位於該國西南部，由卡拉什-塞維林縣負責管轄，面積42平方公里，2007年人口1,178，人口密度每平方公里28人。